# 鹿沼駅
鹿沼駅（かぬまえき）は、栃木県鹿沼市上野町（うわのまち）にある、東日本旅客鉄道（JR東日本）日光線の駅である。

## 歴史
- 1890年（明治23年）6月1日：開業[3]。
- 1984年（昭和59年）2月1日：貨物の扱い廃止[2]。
- 1985年（昭和60年）3月14日：荷物扱い廃止[2]。
- 1987年（昭和62年）4月1日：国鉄分割民営化により、JR東日本の駅となる[2]。
- 1990年（平成2年）：開業100周年。
- 2008年（平成20年）3月15日：東京近郊区間拡大により、ICカード「Suica」の利用が可能となる[4]。
- 2014年（平成26年）
  - 2月28日：みどりの窓口の営業を終了。
  - 3月14日：新駅舎の供用を開始[5]。

なお、当駅から宇都宮市(河内郡城山村)の大谷地区まで大谷石輸送用の軌道が延びていた時期があった（鶴田駅や東武鉄道宇都宮線西川田駅から分岐していた東武鉄道大谷線とは関係ない）。

## 駅構造
2面2線で島式と単式の複合型ホームを持つ地上駅。各ホームはエレベーター併設の跨線橋で連絡している。
宇都宮駅管理の業務委託駅（JR東日本ステーションサービス受託）。簡易Suica改札機・指定席券売機設置駅。

### のりば
| 番線 | 路線    | 方向 | 行先           | 備考              |
| ---- | ------- | ---- | -------------- | ----------------- |
| 1    | ■日光線 | 下り | 今市・日光方面 |                   |
| 2    | ■日光線 | 上り | 宇都宮方面     | 一部1番線から発車 |

（出典：JR東日本:駅構内図）
宇都宮駅 - 当駅間の区間列車が設定されている。この区間列車は1・2番線で折り返す。なお、2番線に折り返し列車が停車中は日光方面からの宇都宮方面行きも1番線に停車する。

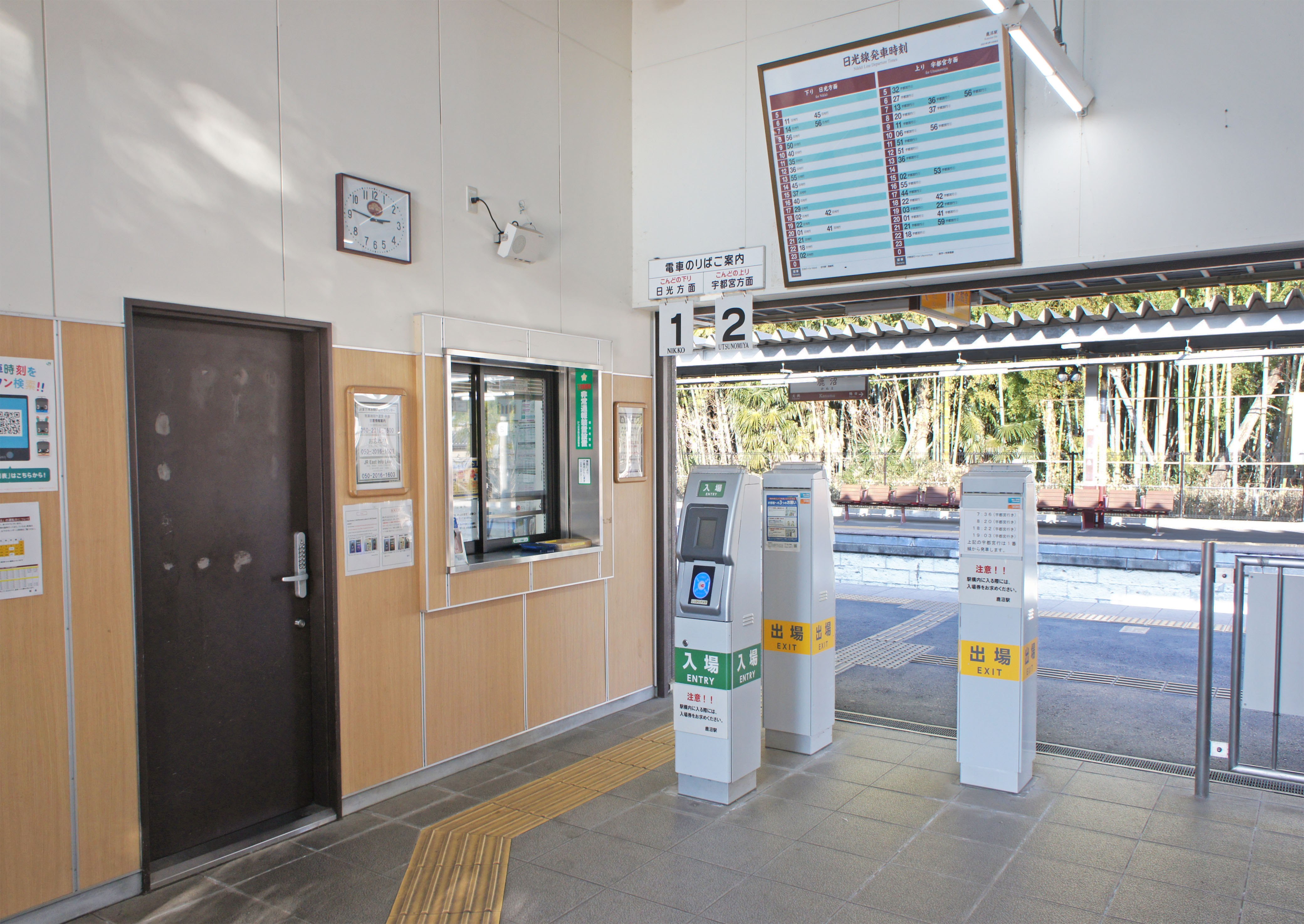
改札口（2022年1月）
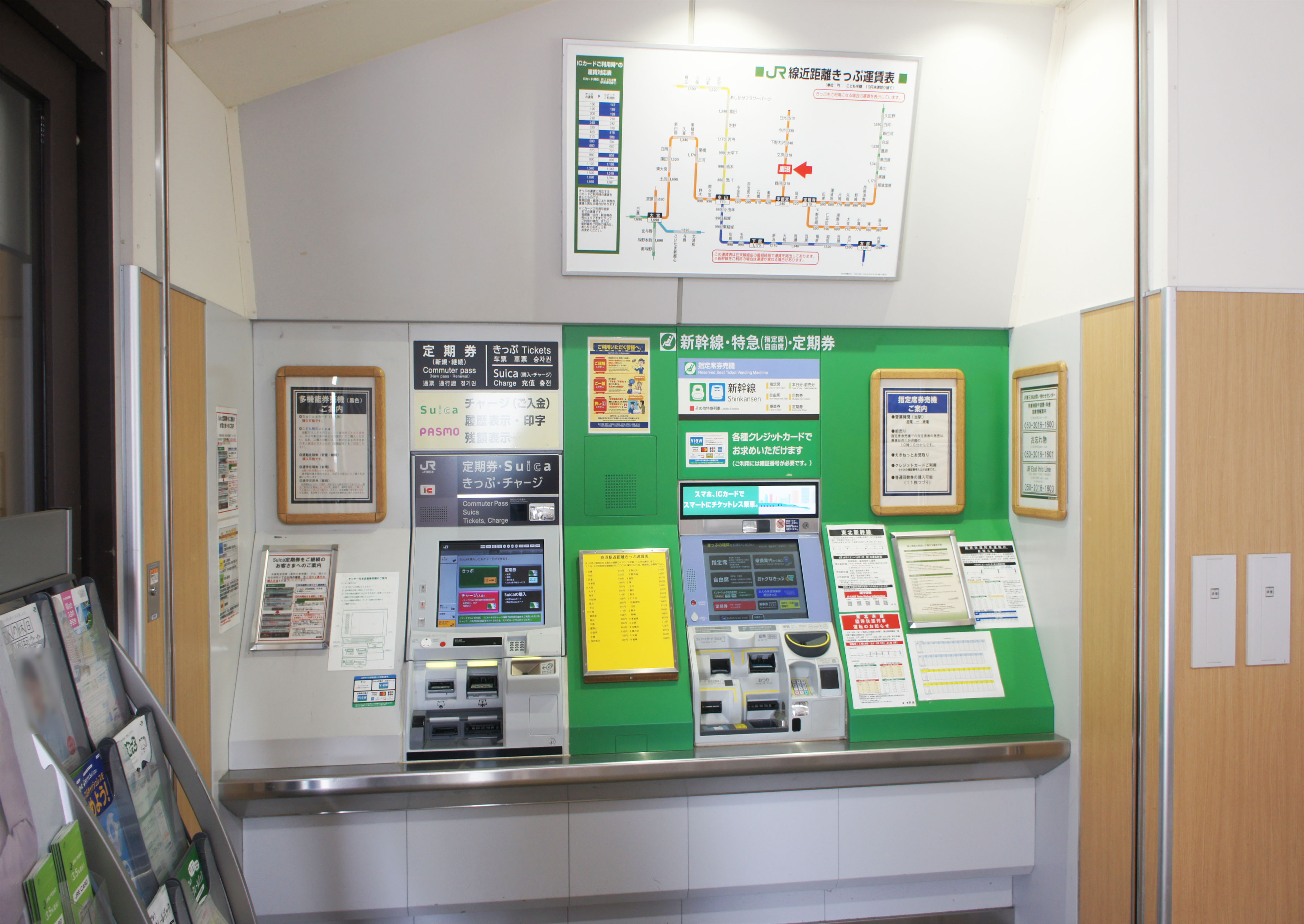
券売機（2022年3月）
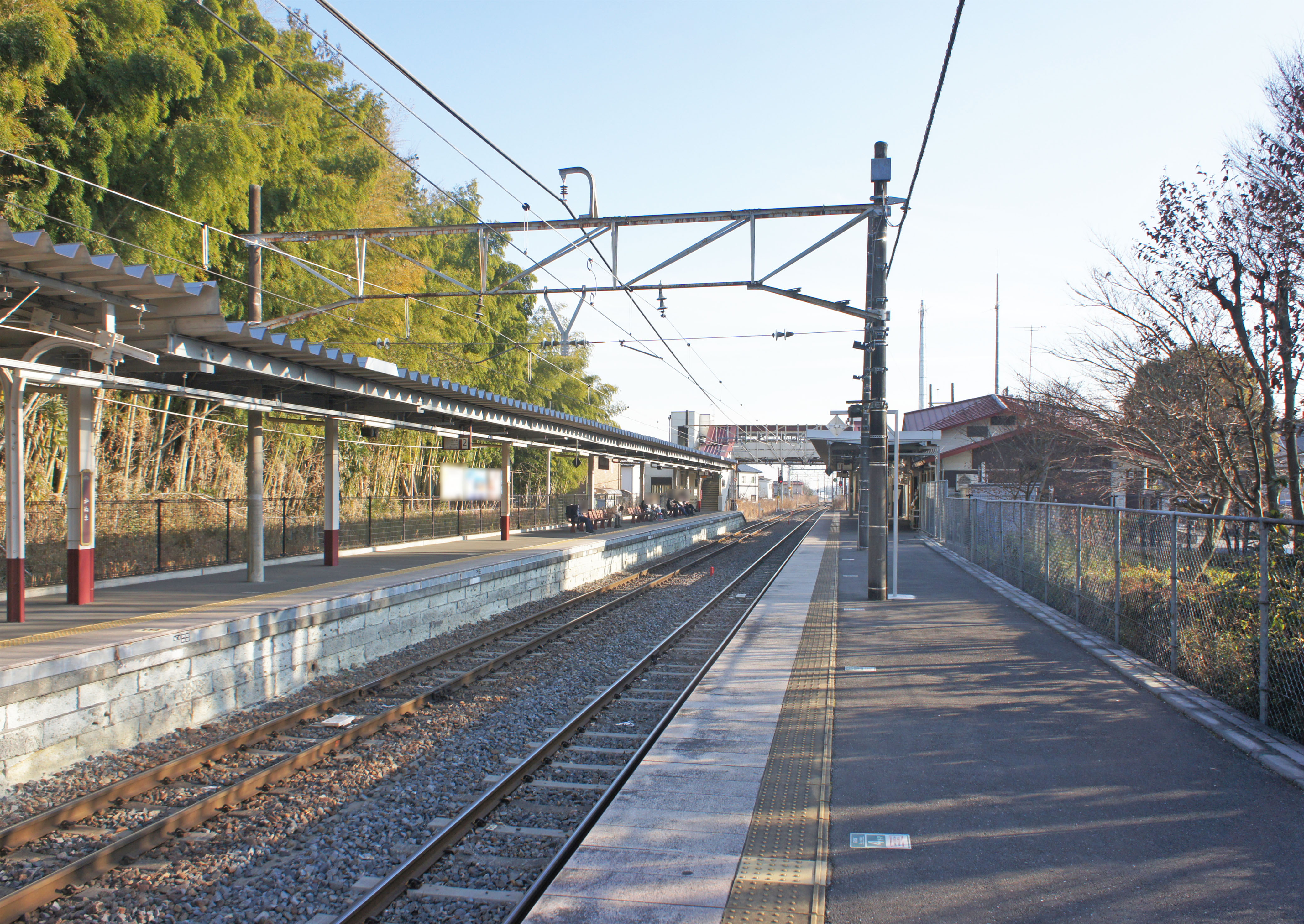
ホーム（2022年1月）
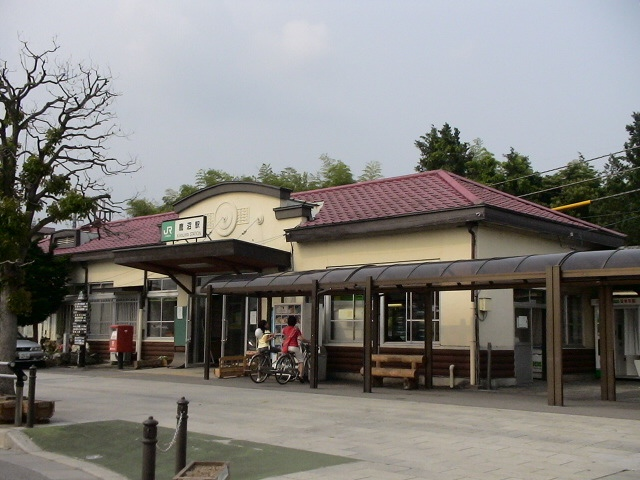
旧駅舎（2005年6月）
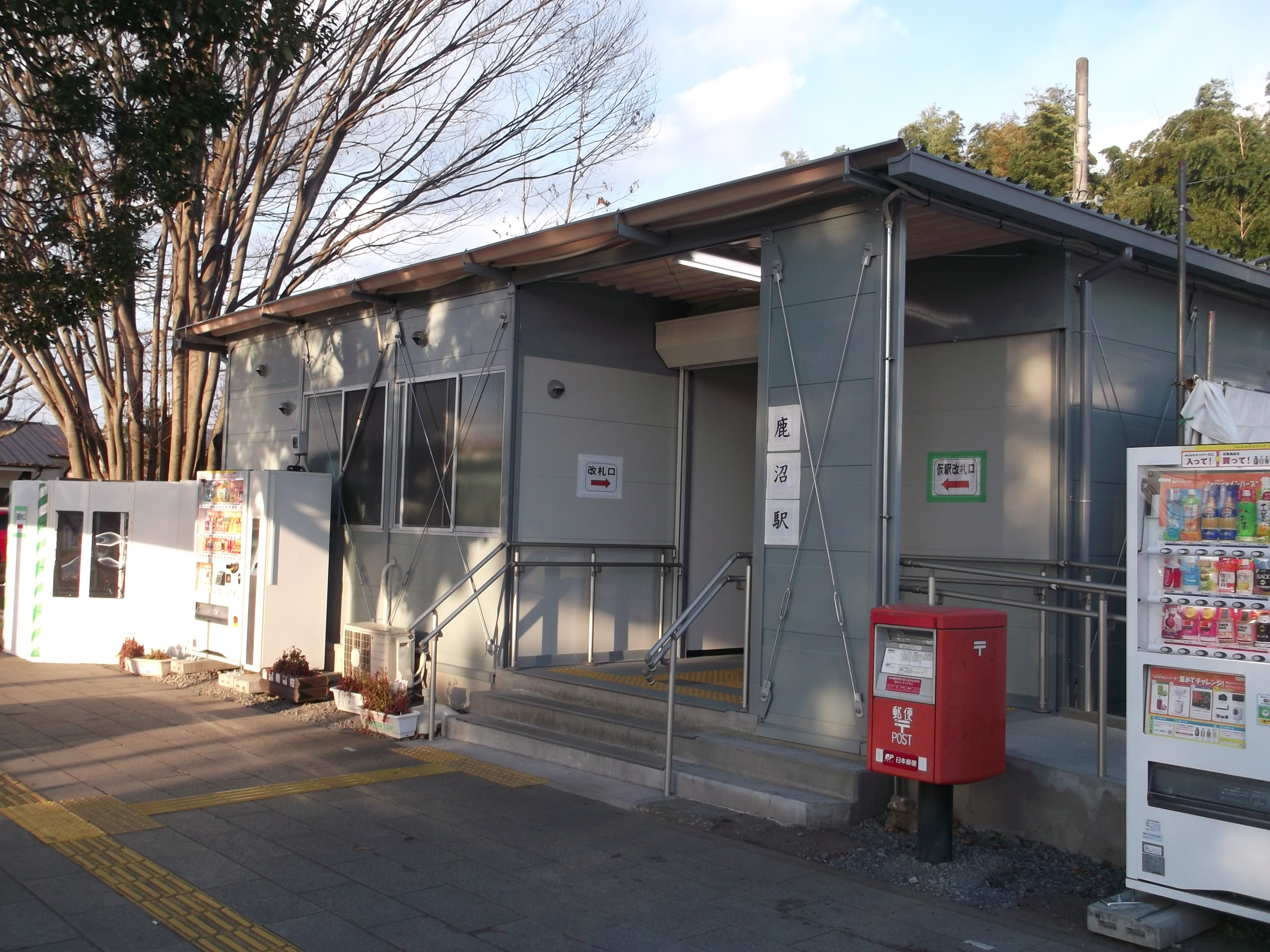
仮駅舎（2013年12月）

## 利用状況
JR東日本によると、2023年度（令和5年度）の1日平均乗車人員は1,770人である。
2000年度（平成12年度）以降の推移は以下のとおりである。
| 乗車人員推移       | 乗車人員推移     | 乗車人員推移    |
| 年度               | 1日平均 乗車人員 | 出典            |
| ------------------ | ---------------- | --------------- |
| 2000年（平成12年） | 2,482            | [ 利用客数 2 ]  |
| 2001年（平成13年） | 2,501            | [ 利用客数 3 ]  |
| 2002年（平成14年） | 2,513            | [ 利用客数 4 ]  |
| 2003年（平成15年） | 2,455            | [ 利用客数 5 ]  |
| 2004年（平成16年） | 2,390            | [ 利用客数 6 ]  |
| 2005年（平成17年） | 2,338            | [ 利用客数 7 ]  |
| 2006年（平成18年） | 2,306            | [ 利用客数 8 ]  |
| 2007年（平成19年） | 2,249            | [ 利用客数 9 ]  |
| 2008年（平成20年） | 2,173            | [ 利用客数 10 ] |
| 2009年（平成21年） | 2,082            | [ 利用客数 11 ] |
| 2010年（平成22年） | 2,039            | [ 利用客数 12 ] |
| 2011年（平成23年） | 2,012            | [ 利用客数 13 ] |
| 2012年（平成24年） | 2,055            | [ 利用客数 14 ] |
| 2013年（平成25年） | 2,141            | [ 利用客数 15 ] |
| 2014年（平成26年） | 2,061            | [ 利用客数 16 ] |
| 2015年（平成27年） | 2,092            | [ 利用客数 17 ] |
| 2016年（平成28年） | 2,083            | [ 利用客数 18 ] |
| 2017年（平成29年） | 2,109            | [ 利用客数 19 ] |
| 2018年（平成30年） | 2,106            | [ 利用客数 20 ] |
| 2019年（令和元年） | 2,064            | [ 利用客数 21 ] |
| 2020年（令和02年） | 1,591            | [ 利用客数 22 ] |
| 2021年（令和03年） | 1,671            | [ 利用客数 23 ] |
| 2022年（令和04年） | 1,705            | [ 利用客数 24 ] |
| 2023年（令和05年） | 1,770            | [ 利用客数 1 ]  |

## 駅周辺
- ヤマダデンキテックランド鹿沼店（南西へ徒歩12分程度）
- 鹿沼市役所
- 鹿沼市役所 菊沢コミュニティセンター
- 鹿沼郵便局
- 鹿沼府所本町郵便局
- 鹿沼相互信用金庫 駅前支店
- いせや旅館
- 国道293号
- 福田屋百貨店 鹿沼店
- 能開センター 鹿沼校
- 川上澄生美術館
- 鹿沼市立図書館
- シウマイ像[6]
- 鹿沼市民バス（リーバス）「JR鹿沼駅」停留所
- 関東自動車「鹿沼駅」停留所
- ヤオハン 東町店

## 隣の駅
東日本旅客鉄道（JR東日本）
■日光線
鶴田駅 - 鹿沼駅 - 文挟駅

### 記事本文
1. 1 2 3 4  『週刊 JR全駅・全車両基地』 05号 上野駅・日光駅・下館駅ほか92駅、朝日新聞出版〈週刊朝日百科〉、2012年9月9日、28頁。
2. 1 2 3 4  石野哲（編）『停車場変遷大事典 国鉄・JR編 Ⅱ』（初版）JTB、1998年10月1日、469頁。ISBN 978-4-533-02980-6。
3. ↑  “駅の情報（鹿沼駅）”. JR東日本. 2021年6月14日閲覧。
4. ↑  『2008年3月 Suicaがますます便利になります』（PDF）（プレスリリース）東日本旅客鉄道、2007年12月21日。オリジナルの2016年3月4日時点におけるアーカイブ。2020年5月29日閲覧。
5. ↑  “日光、烏山線6駅舎完成 JR東日本”.下野新聞(下野新聞社). (2014年3月14日)
6. ↑  読売新聞 栃木版 2021年9月23日 23面掲載

### 利用状況
1. 1 2  “各駅の乗車人員（2023年度）”.   東日本旅客鉄道. 2024年7月20日閲覧。
2. ↑  “各駅の乗車人員（2000年度）”.   東日本旅客鉄道. 2019年3月7日閲覧。
3. ↑  “各駅の乗車人員（2001年度）”.   東日本旅客鉄道. 2019年3月7日閲覧。
4. ↑  “各駅の乗車人員（2002年度）”.   東日本旅客鉄道. 2019年3月7日閲覧。
5. ↑  “各駅の乗車人員（2003年度）”.   東日本旅客鉄道. 2019年3月7日閲覧。
6. ↑  “各駅の乗車人員（2004年度）”.   東日本旅客鉄道. 2019年3月7日閲覧。
7. ↑  “各駅の乗車人員（2005年度）”.   東日本旅客鉄道. 2019年3月7日閲覧。
8. ↑  “各駅の乗車人員（2006年度）”.   東日本旅客鉄道. 2019年3月7日閲覧。
9. ↑  “各駅の乗車人員（2007年度）”.   東日本旅客鉄道. 2019年3月7日閲覧。
10. ↑  “各駅の乗車人員（2008年度）”.   東日本旅客鉄道. 2019年3月7日閲覧。
11. ↑  “各駅の乗車人員（2009年度）”.   東日本旅客鉄道. 2019年3月7日閲覧。
12. ↑  “各駅の乗車人員（2010年度）”.   東日本旅客鉄道. 2019年3月7日閲覧。
13. ↑  “各駅の乗車人員（2011年度）”.   東日本旅客鉄道. 2019年3月7日閲覧。
14. ↑  “各駅の乗車人員（2012年度）”.   東日本旅客鉄道. 2019年3月7日閲覧。
15. ↑  “各駅の乗車人員（2013年度）”.   東日本旅客鉄道. 2019年3月7日閲覧。
16. ↑  “各駅の乗車人員（2014年度）”.   東日本旅客鉄道. 2019年3月7日閲覧。
17. ↑  “各駅の乗車人員（2015年度）”.   東日本旅客鉄道. 2019年3月7日閲覧。
18. ↑  “各駅の乗車人員（2016年度）”.   東日本旅客鉄道. 2019年3月7日閲覧。
19. ↑  “各駅の乗車人員（2017年度）”.   東日本旅客鉄道. 2019年3月7日閲覧。
20. ↑  “各駅の乗車人員（2018年度）”.   東日本旅客鉄道. 2019年7月21日閲覧。
21. ↑  “各駅の乗車人員（2019年度）”.   東日本旅客鉄道. 2020年7月18日閲覧。
22. ↑  “各駅の乗車人員（2020年度）”.   東日本旅客鉄道. 2021年7月11日閲覧。
23. ↑  “各駅の乗車人員（2021年度）”.   東日本旅客鉄道. 2022年8月12日閲覧。
24. ↑  “各駅の乗車人員（2022年度）”.   東日本旅客鉄道. 2023年7月9日閲覧。